# Aeródromo Municipal de Cascais
O Aeródromo Municipal de Cascais (código IATA: CAT, código ICAO: LPCS), também conhecido como Aeroporto de Cascais, Aeródromo de Tires ou Aeródromo Conde de Monte Real é um aeródromo português situado em Tires, na freguesia de São Domingos de Rana. Serve Cascais/Estoril/Oeiras/Grande Lisboa.
A pista possui ainda sinalização luminosa, luzes de aproximação e sistema Apapis. Tem também uma Aerogare, com capacidade para 300 passageiros/hora, que está preparada para receber tráfego internacional.
Esta infraestrutura possui ainda, Serviços de Controlo de Tráfego Aéreo, Movimento e Operações Aeroportuárias, Segurança, Despacho, Meteorologia, Socorros e Incêndios, Placa,  Abastecimento de Combustível, Assistência e Manutenção de Aeronaves.
No Aeródromo de Tires encontram-se duas dezenas de empresas com mais de 500 trabalhadores, onde funcionam algumas das escolas de aviação do país, como a IFA a Leávia ou a OMNI.

## História
O aeródromo foi inaugurado no dia 11 de Outubro de 1964 (com a denominação Aeródromo Municipal de Cascais - Campo de Turismo Conde Monte Real), tendo sido construído nos terrenos do antigo Casal de Tires.[carece de fontes?] Ao longo dos anos tem sofrido obras de beneficiação e algumas ampliações. O campo está implantado sobre uma bancada de rocha, de onde foram extraídos blocos com dimensões superiores a 1 m3. Têm sido construídos vários hangares e outras instalações de apoio, sendo hoje propriedade do município.
A ampliação das suas pistas deu origem a que o aeródromo pudesse passar a ser frequentado e utilizado por aviões de maior porte, tendo já a categoria internacional. Recentemente as pistas começaram a ser aumentadas no intuito de fomentar o turismo, permitindo a utilização de voos charters e podendo servir mesmo de alternativa ao Aeroporto de Lisboa, em certos casos pontuais. A pista inicial tinha 600 metros, passando depois para 1000 metros e os hangares tinham capacidade para 8 aviões.[carece de fontes?]
O projeto foi da autoria do Arquiteto Mário de Meneses. O primeiro avião a aterrar no aeródromo foi o Auster D4 com matricula CS-AMN (Diário N°7, serviço N°53), pilotado por Nuno Ryberg Mousinho Figueiredo, piloto civil, enquanto que o primeiro avião a levantar voo do aeródromo foi pilotado por Jorge Vargas, piloto civil.

## Características

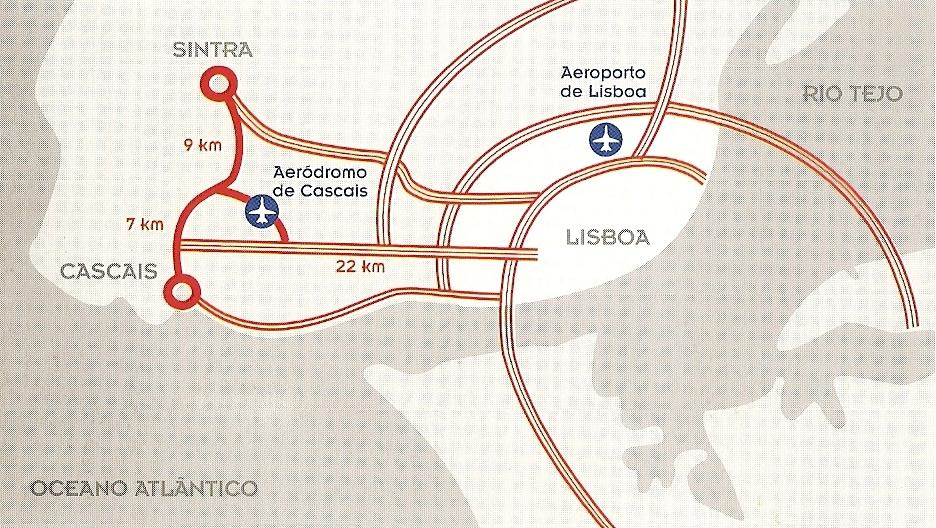
Planta da Localização

### Frequências e ajudas rádio à navegação
O aeródromo dispõe de duas rádio-ajudas à navegação, um NDB tipo locator e um TVOR/DME.

### Pista
O Aeródromo dispõe de uma pista de 1,700 metros de comprimento por 30 metros de largura, em betão asfáltico (PCN20) que se encontra a 99,32 m (326 ft) de altitude. A pista está preparada para receber tráfego até 40 toneladas e dispõe ainda sinalização luminosa, luzes de aproximação e sistema Apapis.

### Heliporto

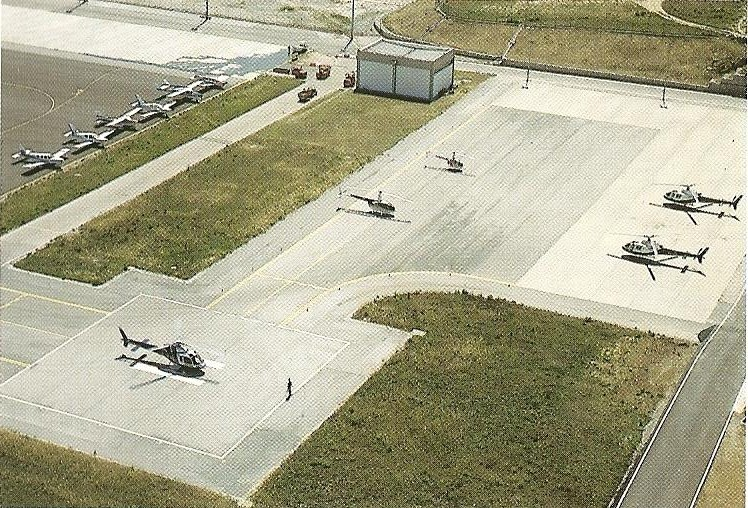
Heliporto

O aeródromo dispõe também de um heliporto, onde está disponível 24 horas por dia um helicóptero do INEM (Instituto Nacional de Emergência Médica).

## Operadores
- Aerobática
- Aero Club de Portugal
- Aeromec

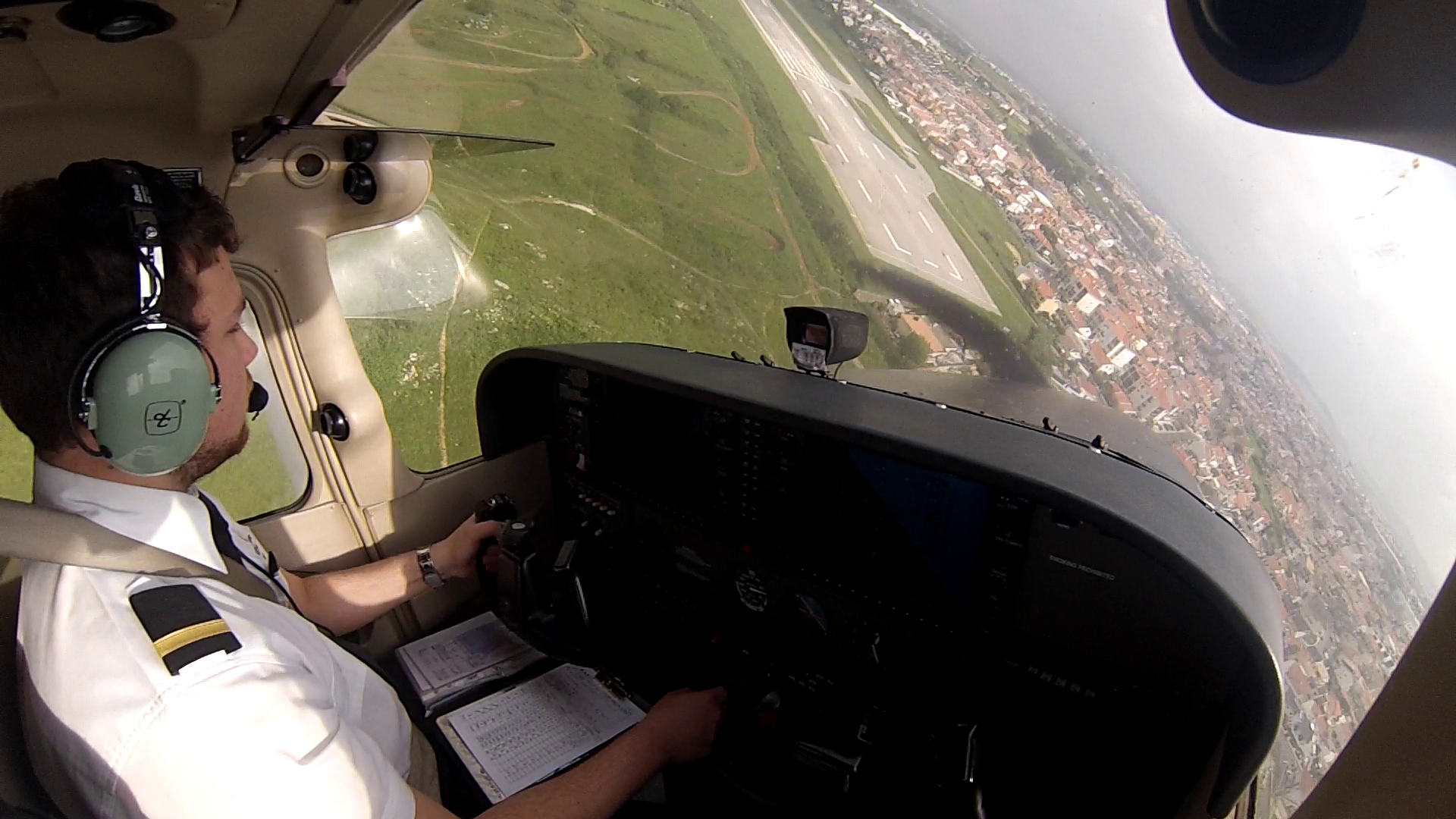
Aproximação à pista 35

- Aerotécnica (Sevenair Tech Services)
- Aero Vip (Sevenair)
- Airjetsul Aviation
- Air Nimbus Turismo Aéreo
- Aportar
- AWA - Aeronautical Web Academy
- CEGISA
- CENFORTEC (Sevenair Academy)
- EAA - Escola de aviação aerocondor
- ERFOTO
- Hangar 5
- HBAviação lda.
- Heliportugal
- Helisuporte
- HTA Helicopteros
- IFA - International Flight Academy (ATO)
- IFA - Industries (Part 145 | MTO Part 147 | CAMO Part M - Subpart G)
- Jetbase / Sky Valet
- LEÁVIA - escola de aviação civil S.A (Sevenair Academy)
- Low Level
- Municipia S.A
- Netjets
- Omni - Aviação e Tecnologia
- Omni Handling
- Pelicano - Aviação ultraligeira
- Pilot Wings Aviation Shop
- PTS
- SafePort Executive
- SEVENAIR
- SEVENAIR ACADEMY (ATO, Part 147)
- SEVENAIR TECH SERVICES (Part 145, Part M, Part 21)
- TAG Aviation
- Valair
- Vinair